# Дорога без возврата (музыкальный фильм)
«Дорога без возврата» — художественный музыкальный фильм 2011—2012 года, экранизация сценической постановки одноимённой рок-оперы созданной симфорок-группой «ESSE» (Ростов-на-Дону) по мотивам саги «Ведьмак» польского писателя Анджея Сапковского. Фильм-мюзикл снят в «клиповом» формате в жанре фэнтези, но со свойственными для артхауса акцентами на внутренней драме персонажей, их самоидентификации, расовых, межэтнических и межличностных конфликтах, общечеловеческих ценностях и проблемах, вневременном характере тирании, взаимовлиянии личности и социума. Фильм состоит из 14 сцен -видеоклипов с общим сюжетом, повторяющим основные сюжетные линии саги «Ведьмак», в авторском видении сценариста и режиссёра. Мюзикл в целом сохраняет стилистику рок-оперы на основе которой он был снят.
Фильм опубликован в 2011—2012 годах общероссийским тематическим журналом «Мир фантастики» на DVD- приложении и официальном сайте издания; а также ведущими тематическими фэнтези- и музыкальными интернет-порталами (см. ссылки) и официальным сайтом группы «ESSE» в свободном (бесплатном) доступе .

## Съёмочная группа
«То, что за исключением оператора – Леонида Ковалевского – никто из участников не имел представления о том, «как собственно делается кино?!» – никого не останавливало..». 
Режиссер и автор сценария фильма — Евгений Пронин. 

Видеооператор — Заслуженный оператор РФ, ведущий оператор ГТРК «Дон-ТР» — Леонид Ковалевский. (Часть видеоматериалов для фильма снята Евгением Прониным и Юрием Осадчим.)
Видеомонтаж — Евгений Пронин, Алена Киселева (ТРК «Южный Регион»). 

Видеоэффекты и постпродакшн — Алена Киселева 

Хореограф- Ольга Воронюк 

Грим — Людмила Дымкова, Ольга Воронюк. 

Костюмы — мастерская театрального костюма Ростовского областного академического молодёжного театра

## Актёры

### В главных ролях
| Актёр            | Роль                                                                                        |
| ---------------- | ------------------------------------------------------------------------------------------- |
| Вячеслав Майер   | ведьмак Геральт из Ривии (Gwynbleidd, Белый Волк) Приемный отец Цириллы                     |
| Людмила Дымкова  | чародейка Йеннифэр из Венгерберга Приемная мать Цириллы                                     |
| Дарья Пронина    | княжна Цинтры Цирилла (Zireael, Ласточка) носитель гена старшей крови, ведьмачка, чародейка |
| Юрий Скляр       | чародей Вильгефорц из Роггевеена мизантроп, главный антигерой                               |
| Мария Осадчая    | менестрель Эсси Давен (Глазок) Влюблена в Геральта                                          |
| Ольга Струкова   | Эльфийская чародейка Лара Доррен Аэп Шиаддаль предок Цириллы                                |
| Олег Гончаров    | чародей-человек Крегеннан из Леда предок Цириллы                                            |
| Константин Ильин | Вампир Эмиель Регис Рогеллек Терзиефф Годдфрой друг Геральта                                |

| Актёр             | Роль                                                            |
| ----------------- | --------------------------------------------------------------- |
| Михаил Папченков  | Бард Лютик друг Геральта                                        |
| Денис Липницкий   | рыцарь-нильфгаардец Кагыр Маур Дыффин аэп Кеаллах друг Геральта |
| Тамара Кожурина   | королева Цинтры Калантэ бабушка Цири                            |
| Михаил Пронин     | Единорог Йаурравакс                                             |
| Татьяна Николенко | чародейка Филиппа Эйльхарт                                      |
| Наталья Стрюкова  | чародейка Францеска Финдабаир                                   |
| Ольга Воронюк     | чародейка Ида Эмеан аэп Сивней                                  |

| |  |  |  |  |  |  |  |
| Исполнители главных ролей: (слева направо) Вячеслав Майер, Дарья Пронина, Людмила Дымкова, Мария Осадчая, Юрий Скляр, Олег Гончаров, Константин Ильин, Ольга Струкова |  |  |  |  |  |  |  |

### В эпизодах
- Истредд — (чародей, один из любовников Йеннифэр)  — Илья Буленков.
- Чудовище — Антон Рыжков.
- Душа Эсси Давен - (Танец в сцене «Эсси»)  — Ольга Воронюк.
- Ярре (друг Цириллы) :
  - Клим Сподарь (младенец).
  - Денис Николенко — (5 лет) (Цинтра (мир) — Сцена у дуба).
  - Данил Николенко — (12 лет) (Цинтра (война), мальчик в замке Йеннифэр в Венгерберге).
  - Артем Горелов — (15−18 лет) художник  (в башне Чайки), (узник в замке Вильгефорца), (в будущем).
  - Яков Попов — (35 лет) воин-стратег (в будущем).
- Родители Ярре: Анастасия Сподарь, Алексей Сподарь.
- Йеннифэр (ребенок) — Анастасия Григорян.
- Цирилла (в раннем детстве) — Алена Екимова.
- Эльфы: Филипп Семёнов, Андрей Бондаренко, Елена Михеева.
- Люди: Дмитрий Король, Евгений Рудаков, Антон Рыжков, Юрий Осадчий, Михаил Шмидт.
- Дриады: Татьяна Стафеева, Наталья Стафеева.
- Чародейки: Наталья Пронина («юная дева» Лютика), Екатерина Козловская, Тамара Гайдина, Тамара Никитина, Александра Переверзева, Анастасия Костина.

| |  |  |  |  |  |  |  |
| Персонажи: (кадры из фильма-мюзикла) 1. Дарья Пронина (Цирилла) и Михаил Пронин (Единорог). 2. Евгений Рудаков(воин). 3. Денис Николенко и Анастасия Сподарь(Ярре с матерью).4. Антон Рыжков, Евгений Рудаков (воины-нильфгаардцы), Денис Липницкий (Кагыр), Юрий Скляр (Вильгефорц из Роггевеена). 5. Юрий Осадчий (воин). 6. Михаил Папченков (Лютик), Наталья Пронина (Чародейка). 7. Денис Липницкий (Кагыр). 8. Илья Буленков (Истредд). |  |  |  |  |  |  |  |

| |  |  |  |  |  |  |  |
| Персонажи: (кадры из фильма-мюзикла) 1.Константин Ильин (Эмиэль Регис). 2.Тамара Никитина(Чародейка). 3.Татьяна Николенко (Фильппа Эйльхарт). 4.Наталья Стрюкова (Францеска Финдабаир). 5.Ольга Воронюк (Ида Эмеан). 6.Артем Горелов (Ярре). 7.Яков Попов (Ярре). 8.Татьяна и Наталья Стафеевы (Дриады) |  |  |  |  |  |  |  |

## Сюжет
| Сюжет фильма-мюзикла «Дорога без возврата» (кликните «Показать») | Сюжет фильма-мюзикла «Дорога без возврата» (кликните «Показать») | Сюжет фильма-мюзикла «Дорога без возврата» (кликните «Показать») |
| Сцена                                                            | Сюжет | Скриншот                                                         |
| ---------------------------------------------------------------- | --- | ---------------------------------------------------------------- |
| «Пророчество Итлины»                                             | Началась эта история задолго до рождения главных героев… Давным-давно, на населённой эльфами и гномами земле появились люди. С каждым годом их становилось все больше. Коренные обитатели были вынуждены покидать свои земли… Началась война. Жестокая и кровопролитная. Но, вопреки вражде между расами, среди всеобщей ненависти и презрения, расцвел цветок — эльфийская колдунья Лара Доррен Аэп Шиаддаль и чародей-человек Крегеннан из Леда полюбили друг друга. Счастье их было недолгим. Соплеменники не простили «измену расе». Лара и Крегеннан были убиты, но их дочь — носитель гена «старшей крови» — осталась жива. Согласно «Пророчеству Итлины» этот ген возродится в одном из потомков, и тот, в ком он проявится, разрушит старый мир, станет строителем новой реальности. |                                                                  |
| «Ласточка»                                                       | Спустя двести лет ген старшей крови проявился в цинтрийской княжне Цирилле (Ласточке). Именно она должна стать матерью разрушителя старого и создателя нового мира. По стечению обстоятельств, девочка оказалась связана узами предназначения с ведьмаком — Геральтом. Ему выпало «право неожиданности» забрать ребёнка у матери (Паветты) и бабушки (королевы Калантэ). Если бы это был мальчик, то после череды испытаний и мутаций, уроков фехтования и выживания, из него воспитали бы нового ведьмака — знатока физиологии и нравов чудовищ, профессионального убийцу существ угрожающих жизни человека. Но это была девочка… И Геральт отказался от своего права, разорвав узы предназначения. По крайне мере он так думал. Цирилла остается жить в семье. Но ей не суждено стать просто княжной. Могущественный чародей Вильгефорц из Роггевеена жаждет власти над миром, и «ключ» к достижению его цели — юная цинтрийская княжна Цири. Вильгефорц инициирует войну между княжеством Цинтра и империей Нильфгаард. Войска империи оккупируют и разрушают Цинтру. Среди штурмующих — Кагыр аэп Кеаллах, командир одного из спецподразделений армии Вильгефорца. Он получил особые указания — захватить и доставить живой цинтрийскую княжну. В это время Геральт едет на праздник белтейн, чтобы встретиться с возлюбленной — чародейкой Йеннифэр. Их роман — это вереница взлетов и череда падений. Но мутант, который должен быть бесчувственным, и колдунья, которой не суждено материнство, не оставляют попыток отыскать свое счастье. Тем временем Цинтра пала, королева Калантэ погибла. Принцесса Цирилла попала в плен… Но Кагыр аэп Кеаллах нарушает приказ Вильгефорца и отпускает девочку. Йеннифэр узнает о войне и спешит в Цинтру. Она не находит Цириллу, но среди павших воинов и мирных жителей встречает друга Цириллы — мальчика Ярре. Его родители мертвы… Йеннифэр уводит с собой найденного мальчика. |                                                                  |
| «Эсси»                                                           | После встречи с Йеннифэр на празднике белтейн Геральт встречает старого друга — барда Лютика. От него Геральт узнает о трагедии в Цинтре. Заодно Лютик сообщает ведьмаку о гибели Эсси Давен — девушки-менестреля, с которой у Геральта был мимолетный роман. Но для самой Эсси их отношения были очень важны, девушка любила Геральта самой чистой и теплой любовью, несмотря даже на то, что Геральт не смог забыть «свою» чародейку. Уходя, он подарил Эсси жемчужину. Во время эпидемии чумы Эсси ухаживает за больными людьми, но заболевает и умирает сама. Теперь Лютик, исполняя последнюю просьбу девушки, возвращает ведьмаку его подарок. |                                                                  |
| «Геральт»                                                        | Геральт, рассказывает барду историю рождения Цириллы, и её роль предначертанную ей в пророчестве Итлины. Виня себя за то, что оставил ребёнка в Цинтре Геральт устремляется на её поиски, но на руинах сожженной страны находит не «Ласточку», а только её куклу… В пути Лютик подвергается нападению чудовища. Геральт убивает монстра, но Лютик ранен, и ему требуется помощь чародея. Геральт несет друга к Йеннифэр. Чародейка излечивает барда, но эта встреча с ведьмаком становится лишь очередным поводом для нового эпизода в бесконечном ряду прощаний. Геральт, сидя у ночного костра с Лютиком, понимает, что с потерей Цириллы он лишился чего-то очень важного, понимает что мог бы помочь, если бы захотел, а теперь все потеряно. В этот момент появляется незримый дух Эсси, и внушает ведьмаку новую надежду. Строка с отступом Брошенная в лесу Цирилла не погибла. Её приютила семья крестьян, где её через некоторое время находит Геральт. Осознавая, что предназначение не обмануть, ведьмак решает спрятать девочку от опасностей в замке Каэр-Морхен — древней обители ведьмаков, и заодно научить защищаться. Внезапно, у ребёнка открывается волшебный дар — сила, которую она не может контролировать самостоятельно. Опасаясь за Цири, Геральт обращается за помощью к Йеннифэр. Он просит чародейку помочь девочке научиться управлять даром. Йеннифэр соглашается учить Цириллу основам магии и предлагает отправить её в школу чародеек на острове Таннедд. |                                                                  |
| «Шаэрравэдд»                                                     | Дорога Цири и Геральта к Таннедду проходила через руины древнего эльфийского города — Шаэрраведда. Город был разрушен потерпевшими поражение в войне с людьми эльфами, не желавшими, чтоб их город достался врагу-победителю. Спустя столетие молодые эльфы под предводительством Аэлиренн (Элирены) пытались вернуть себе руины, и возродить былое величие города, но бунт был жестоко подавлен людьми. Все участники восстания были убиты, а древние руины стали символом борьбы, тем местом, куда эльфы по сей день приходят дать клятву не жалеть жизни ради свободы. Цирилла видит эльфов-повстанцев, приносящих клятву у могилы Элирены, видит в их ритуальном танце ожившие картины истребления воевавших под её началом. Видит в новых воинах ожившие призраки прошлой войны, тени незабытого горя и отблеск надежды… Здесь, на руинах мертвого города, Цири понимает цену нейтралитета, о котором твердит ведьмак, и ужас войны между эльфами и людьми. | .                                                                |
| «Йеннифэр»                                                       | Йеннифэр (прообраз снежной королевы) как и многие чародейки — бесплодна. Она ищет возможность получить свою долю тепла и счастья материнства. У неё множество любовников, но нет любви. После расставания с Геральтом на празднике бельтейн, Йеннифэр возвращается в замок Венгерберг, где сидя в одиночестве у зеркала, на минуту теряет контроль над собой, и заново проживает моменты своей жизни. Встречи без надежды, и расставания без сожалений. Вновь оживает оставшаяся в прошлой жизни девочка-горбунья, отданная на обучение в школу чародеек. Память воскрешает юную ученицу Аретузы, лишенную простых человеческих чувств и радостей обычных детей. Здесь и девушка — колдунья, заплатившая за обладание даром волшебницы утратой способности к деторождению, и чародейка в мире себе подобных, в мире полном интриг и ненависти. Здесь прекрасная женщина, которая уезжает в свой замок Венгерберг с тем, кому выпало несчастье полюбить «королеву зимы», с тем, кто обречён превратить своё сердце в осколок льда, в тщетной попытке отогреть ледяное сердце любимой. |                                                                  |
| «Башня Чайки»                                                    | Тем временем, в «башне Чайки» на острове Таннедд, Вильгефорц обещает эльфам-повстанцам землю и свободу в оплату за их участие в вооруженном мятеже во время совета чародеев, капитулом которого он являлся. По плану чародея, верные своим королям волшебники, должны умереть. Тогда короли, оставшиеся без магической поддержки, буду бессильны оказать сколь-нибудь значимое сопротивление его воле. Цирилла без поддержки Йеннифэр также окажется в его власти… Во время бала в зал совета врываются эльфы-белки, часть чародеев захвачена, часть убита. Геральт вынужден нарушить свой нейтралитет. Ему пришлось выбирать на чью сторону он встанет. Ведьмак принимает бой — на стороне совета. Цирилла, спасаясь от Вильгефорца, открывает древний магический портал в «Башне Чайки» и исчезает с охваченного кровавым мятежом острова. Геральт, раненый в бою Вильгефорцем, оказывается в древнем лесу Брокилон на лечении у дриад. Йеннифэр превращена в куклу чародейкой Филиппой Эйльхарт. Вильгефорц, не достигнув цели исчезает в портале. |                                                                  |
| «Час презрения»                                                  | Предательство Вильгефорца привело к непоправимым последствиям. Началась новая война. Пробил «Час Презрения», о котором шла речь в пророчестве Итлины. Нильфгаард захватывает королевства одно за одним. Вильгефорц в магическом кристалле видит будущее, и понимает, что впереди человечество ждут гораздо более страшные беды. Он видит путь, видит кажущийся ему единственным выход — стать единственным правителем мира, и сделать мир таким, каким его видит он сам. |                                                                  |
| «Это зря»                                                        | К Геральту в лес Брокилон приходят Лютик, высший вампир-абстинент Эмиэль Регис и нильфгаардец-Кагыр аэп Кеаллах. Геральт узнал, что портал, в который вошла Цирилла, искажен, и вместо «мифической» башни «Ласточки» мог забросить принцессу куда угодно. Никто из входивших в портал чародеев не вернулся живым. Но ведьмак снова отказывается верить в гибель принцессы. Ведьмак и его друзья отправляются на поиски Цири. Ночью им снится общий сон, в котором каждый воочию видит свои страхи, и возможное будущее. Во сне к потерявшему все и всех Геральту снова является дух Эсси, и придает сил для борьбы. |                                                                  |
| «Единорог»                                                       | Портал «Башни Чайки» забросил девочку в самое сердце пустыни Корат. Без воды и пищи трое суток Цири брела наугад. И, уже потеряв всякую надежду выжить, встретила раненого чудовищем юного единорога. Цири бросилась на помощь и убила монстра ранившего единорога, после чего попыталась, как умела, вылечить раненого. Оказалось, в её силах не только убивать! В попытке спасти единорога Цири призвала силу огня. В этот момент она отказывается от всего того, что было ей навязано воспитателями и опекунами. Теми, кто обещал помогать и обучать, защищать и поддерживать, просто быть рядом, но в трудную минуту оставил её один на один со смертью. Здесь происходит ломка личности ребёнка, её перерождение. В эту ночь в пустыне «умерла» девочка-«Ласточка», но «родилась» взрослая девушка — «соколица-Фалька». Сила огня смогла сделать то, чему не научили юную чародейку. Спасенный Единорог объяснил Цирилле, что она — владычица времени и может перемещаться во времени и опрстранстве, после чего ушел в свой мир. Цирилла перенеслась из пустыни к водопаду, тому самому, у которого она несколько лет назад пряталась после спасения из горящей Цинтры. Девушка понимает, что это знакомое место, но правильное ли это время? Пытаясь перенестись в нужное время и место, Цири попадает на временную спираль, которая, выбрасывает её в разных мирах, временах, но только не в том самом, таком нужном ей месте и времени. |                                                                  |
| «Враг»                                                           | Филиппа Эйльхарт и Францеска Финдабаир расколдовывают Йеннифэр из куклы и придлагают сотрудничать. Чародейки намерены с помощью магического сканирования найти убежище Вильгефорца. Йеннифэр соглашается помочь. Тем временем Вильгефорц захватил Ярре и из его рисунков узнал, что Цирилла жива. Чародейки Ложи сканируют реальность, и Йеннифэр видит в шаре бездыханную Цириллу в пустыне, видит нож направленный в грудь ведьмака, зажатый в руках того самого рыцаря в «крылатом» шлеме, которого она знала из рассказов Цириллы. Видит вампира, кусающего шею Геральта, и недвижное тело ведьмака. Видит обезумевшие глаза его друга — Лютика. Йеннифэр понимает, что все близкие ей люди погибли, и ей остается только мстить. |                                                                  |
| «Башня Ласточки»                                                 | Чародей Вильгефорц намеренно открыл свое местонахождение ищущей его Йеннифэр поставив на шахматную доску свою фигуру — чёрного короля, что дало ей возможность увидеть Вильгефорца в шаре.. Чародейка, не раздумывая, бросилась в логово врага, попав в расставленную ловушку. Теперь уже сама чародейка стала приманкой для Ведьмака и Цири. Вильгефорц использует магию Йеннифэр для поиска Цириллы, но видит в шаре только Ведьмака. Маг отправляет Йеннифэр в темницу замка, предварительно отобрав обсидиановый амулет чародейки, и заковав её в двимеритовые оковы, тем самым лишив её возможности колдовать. В это время Цирилла продолжает безуспешные попытки найти свой мир. Среди мест, в которые она попадала, была и мифическая «башня Ласточки» (в которую по преданию вел искаженный портал из «башни Чайки»). Войдя в башню, Цирилла оказалась в разрушенном тронном зале Цинтры, где могла бы быть хозяйкой, сложись жизнь иначе. Разные миры и реальности, будущее и прошлое, сказка и быль превратились в калейдоскоп, в котором принцесса видела закат эпохи чародеев, инквизицию и «молот ведьм», Голгофу и постапокалиптическое будущее мира. Тем временем, Геральт выясняет местонахождение Вильгефорца и направляется в замок Рыс-Рун. Лютик, сознавая опасность и «бесперспективность» похода в логово Вильгефорца оставляет друзей. |                                                                  |
| «Владычица Озера»                                                | Цири, перемещаясь по временной и пространственной спирали, оказывается в мире эльфов народа Ольх (Aen Elle), бежавших сюда во время войны с людьми, и ждавших от дочери «Старшей крови» исполнения ею и её ребёнком «Пророчества Итлины», обещавшего эльфам возврат на землю, в их мир. В будущем принцесса встречает повзрослевшего и возмужавшего Ярре. Мальчик стал воином, стратегом. Увидев Цириллу, Ярре протягивает ей ведьмачий меч Геральта. Цирилла узнает друга, и понимает что это будущее, в котором Геральта уже нет в живых, а Ярре заслужил право носить его меч. Цирилла посвящает друга в рыцари. Ярре помогает девушке найти нужную точку на спирали времени, то место и то время где её помощи ждут названные родители: «мать» — чародейка Йеннифэр, и «отец» — ведьмак Геральт. Это место — Замок Вильгефорца Рыс-Рун, где Ярре нарисовал Цириллу в своем медальоне много лет назад, и где ещё несколькими годами раньше, им, на стене замка, была нарисована Йеннифэр в темнице. |                                                                  |
| «Освобождение»                                                   | Наконец Цири попадает на руины замка Вильгефорца, на стене которого девушка видит изображение Йеннифэр в кандалах. На шее нарисованной чародейки, Цири видит обсидиановый амулет из ожерелья Йеннифэр. Используя картину для телепортации, Цирилла отправляется в нужное место и время — в замок Вильгефорца, и попадает туда в тот самый момент, когда в него врываются Геральт, Регис и Кагыр. Идет жестокий бой — Кагыр и Регис мертвы. Убив несколько охранников и солдат, Цирилла врывается в зал чародея, где оказывается схваченной Вильгефорцем. Геральт находит и освобождает Йеннифэр и Ярре из темницы замка, и вместе с чародейкой поднимается в зал Вильгефорца. Наступает момент решающего поединка — Ведьмак против чародея. Геральт пропускает нацеленный в него и несущий неотвратимую гибель удар, но, когда казалось бы уже все потеряно, ему на помощь приходит дух Эсси. Вильгефорц отвлекается на свет жемчужины Эсси на груди ведьмака ровно на секунду, но этого оказывается достаточно чтобы ход событий изменился и Ведьмак смог парировать удар. Цири и Йеннифэр возвращают свою способность колдовать и помогают Геральту, блокируя магические действия чародея. Вильгефорц погибает от меча Геральта. Все кончено. Злодей мертв. Но герои понимают, что победу над Вильгефорцем обеспечили не меч и не магия. Победила любовь. Любовь спасла мир, любовь спасла сначала маленькую и слабую Цири, а теперь сильную чародейку и ведьмачку Цириллу. Понимая, что большего он сделать не может, Геральт отказывается от своего меча. Йеннифэр, решая следовать за ним — от медальона чародейки. Они не видят более смысла жить там, где они не могут быть вместе. Рука об руку они уходят в иной мир, в котором, может быть их и ждет то самое, долгожданное счастье… Освобожденный Ярре рисует на стене замка Йеннифэр и поднимает Ведьмачий меч, от которого только что отказался Геральт… Цирилла, же, прошедшая сквозь горнила судьбы, обрела не только силу. Она завоевала право на свободный выбор. Выбор своего пути |                                                                  |

## Литературная основа фильма
«Я очень трепетно отношусь к сценарию, все основные моменты, которые есть в опере, есть и в оригинальном изложении». 
 «Мюзикл - одно сплошное удовольствие, очень хорош». 
В основе фильма — сага о «Ведьмаке» Анджея Сапковского. Фильм нельзя рассматривать в качестве экранизации литературного произведения. Фильм-мюзикл «Дорога без возврата» — это экранизация сценической постановки рок-оперы, которая в свою очередь была создана по мотивам Саги. При общем сохранении основных сюжетных линий «книжных» героев главные акценты в фильме сделаны на их внутренних конфликтах, философском осмыслении происходящего. Мюзикл рассчитан прежде всего на знатоков и ценителей книги.
В фильм вошли сюжетные события книг:
- Дорога без возврата
- Последнее желание
- Меч Предназначения
- Кровь эльфов
- Час Презрения
- Крещение огнём
- Башня Ласточки
- Владычица Озера

## История создания
В марте — апреле 2010 года Евгений Пронин (автор рок-оперы «Дорога без возврата», режиссёр сценической постановки мюзикла) начал работу над сценарием фильма-мюзикла, в котором должны были быть реализованы дополнительные сюжетные линии, которые невозможно воплотить на сцене во время живого концерта. В основу сценария фильма легла сценическая постановка рок-оперы в версии 2010 года, дополненная новыми сюжетными линиями, персонажами которых нет в оригинальной постановке мюзикла. Сценарий фильма создан так, что оставаясь цельным произведением, фильм включает 14 самостоятельных сцен, каждая из которых проводит сюжетные линии общие для фильма в целом, но наряду с этим, несет в себе отдельный, свойственный этой сцене сюжет, что позволяет рассматривать каждую сцену фильма как отдельный видеоклип.

#### Кастинг исполнителей
В фильме снялись те же исполнители, которые исполняют роли своих героев на концертах со сценической постановкой рок-оперы. Эпизодические персонажи сыграны участниками ростовских ролевых клубов, друзьями и родственниками членов группы «ESSE».
 «Для меня было критически важно, чтобы в фильме зритель увидел именно тех исполнителей, чьи голоса он слышит в аудиоверсии, так как наш фильм – экранизация рок-оперы, а не книги. Соответствие внешности вокалиста описанию персонажа в книге является в данном случае не столь значимым» Евгений Пронин

## Съёмки
Съемки фильма прошли в 2010—2012 годах. Фильм снят и смонтирован в «репортажном» стиле, с частой сменой планов и сцен. В видеомонтаже использованы кадры с музыкантами группы и фрагменты живого концерта «ESSE», состоявшегося 10 апреля 2010 года. (Полностью этот концерт опубликован в формате сценической видеоверсии рок-оперы «Дорога без возврата».)

Финансирование съемок и монтажа проведено членами группы «ESSE», без привелечения спонсорских или иных источников. Платной рекламной кампании фильма не проводилось.
 «Фильм снят без финансирования государственных или коммерческих структур и организаций, в нем нет ни явной – ни скрытой рекламы. Наш фильм иной, он создан для зрителя» Евгений Пронин

### Места съёмки
«Около двухсот мест съемки, два года работы и двадцать пять часов отснятого материала. Как итог - рок-опера, которую может посмотреть каждый». 
- Ростов-на-Дону :
  - Ростовский областной академический молодёжный театр
  - Змиёвская балка
  - Левый берег реки Дон
  - Ростовский Ботанический сад
- Ростовская область
  - г.Новочеркасск
  - с.Чалтырь
- Крым
  - Генуэзская крепость в городе Судак
  - Водопад Джур-Джур в ущелье Хапхал,
  - пгт Партенит — (подножие горы Аю-Даг).
- В фильме использованы кадры кинохроники XX — XXI вв.  (сцена «Час презрения») [17].

### Визуальные эффекты, постпродакшн
При производстве фильма дорогостоящие технологии компьютерной графики и анимации не использовались. Компьютерные спецэффекты и фильтры видеокоррекции применялись видеомонтажером Аленой Киселевой в соответствии с режиссёрской задачей.

## Музыка к фильму
Музыкальной основой фильма стала фэнтези-рок-опера «Дорога без возврата» группы «ESSE», но для фильма были написаны несколько дополнительных аудиотреков, а также сделана специальная аранжировка, с акцентом на смысловое и эмоциональное соответствие музыкального текста видеоряду. Саундтрек к фильму-мюзиклу опубликован в открытом доступе для прослушивания и скачивания на официальном сайте группы «ESSE». Несколько композиций из оригинального саундтрека загружены на Викисклад.

### Список композиций саундтрека
Слова и музыка всех песен — Евгений Пронин (кроме отмеченных).
| №                   | Название             | Автор(ы)            | Длительность |
| ------------------- | -------------------- | ------------------- | ------------ |
| 1.                  | «Пророчество Итлины» | Евгений Пронин      | 6:32         |
| 2.                  | «Ласточка»           | Евгений Пронин      | 4:05         |
| 3.                  | «Эсси»               | Мария Осадчая       | 6:37         |
| 4.                  | «Геральт»            | Евгений Пронин      | 7:44         |
| 5.                  | «Шаэрраведд»         | Евгений Пронин      | 7:35         |
| 6.                  | «Йеннифэр»           | Евгений Пронин      | 6:44         |
| 7.                  | «Башня Чайки»        | Евгений Пронин      | 7:23         |
| 8.                  | «Час презрения»      | Евгений Пронин      | 5:34         |
| 9.                  | «Это зря»            | Вячеслав Майер      | 4:58         |
| 10.                 | «Враг»               | Евгений Пронин      | 3:57         |
| 11.                 | «Единорог»           | Евгений Пронин      | 6:47         |
| 12.                 | «Башня Ласточки»     | Евгений Пронин      | 5:55         |
| 13.                 | «Владычица озера»    | Евгений Пронин      | 5:09         |
| 14.                 | «Освобождение»       | Евгений Пронин      | 7:47         |
| Общая длительность: | Общая длительность:  | Общая длительность: | 120 минут    |

| №   | Название             | Длительность |
| --- | -------------------- | ------------ |
| 15. | «Предназначение»     | 2:39         |
| 16. | «Вестник бури»       | 0:40         |
| 17. | «Прощаю»             | 2:57         |
| 18. | «Мысли Чародеев»     | 2:21         |
| 19. | «Мазурка “Гарштанг”» | 1:28         |
| 20. | «Менуэт»             | 1:39         |
| 21. | «Взгляд Вильгефорца» | 0:57         |
| 22. | «Прощай Ласточка»    | 0:43         |
| 23. | «Метания Чародейки»  | 1:20         |
| 24. | «Предназначение 2»   | 2:39         |

### Музыканты принявшие участие в записи оригинального саундтрека
- Евгений Пронин — электрогитара
- Диана Багдасарян — клавишные
- Мария Осадчая — скрипка
- Алексей Мудраков — ударные
- Юрий Воронюк — виолончель
- Константин Ильин — электрогитара
- Олег Кубраков — Бас-гитара

## Хореография и танцы
Танцевальные сцены в фильме реализованы силами Ростовского клуба шотландского танца — «Tartan butterfly» (Лауреат конкурса «РЖД зажигает звезды»). Хореограф всех танцевальных номеров в фильме — Ольга Воронюк.

### Танцоры
- Ольга Воронюк[33]
- Александра Переверзева
- Эльвира Субботина
- Илья Буленков
- Павел Милюковский
- Виктор Лобов

### Танцевальные номера в сценах фильма
- «Пророчество Итлины»
  - Танец эльфов
  - Танец Лары Доррен и Крегеннана (Ольга Струкова, Олег Гончаров)
- «Эсси»
  - Танец души Эсси (Ольга Воронюк)
- «Шаэрраведд»
  - ритуальный танец[малаялам] и клятва эльфов на могиле Элирены
- «Башня Чайки»
  - Танец Чародеев на балу (Таннедд)
- «Владычица озера»
  - Танец Эльфов (Aen Elle) и Цириллы.

## Фехтование
В фильме широко представлены сцены с боями на мечах и других видах средневекового оружия. Эти сцены разработаны и реализуются участниками ростовских клубов исторического фехтования «Венсен» и «Серебряный единорог»,. Кроме исторического фехтования в боевых «сценах» используются приемы и элементы рукопашного боя и восточных единоборств .

Постановщики боевых сцен и фехтования в фильме: Вячеслав Майер, Антон Рыжков, Денис Липницкий, Евгений Рудаков, Филипп Семенов, Андрей Бондаренко, Дмитрий Король, Юрий Осадчий.

## Первые кадры, трейлер
- Первые кадры из фильма-мюзикла «Дорога без возврата» были опубликованы 24 июля 2010 года в сюжете Татьяны Николенко на DVD-приложении к журналу Мир фантастики № 8 — 2010[35][36] .
- 19.06.2011 на официальном сайте группы «ESSE»[37] , фэнтези-портале «Хроники Арды»[38], официальном сайте А.Сапковского[39] был опубликован 96-секундный видеотрейлер фильма, а в августе 2011 этот видеоролик был опубликован на DVD-диске журнала Мир фантастики[40].

## Публикация
Премьера первой сцены фильма-мюзикла «Дорога без возврата» — «Пророчество Итлины» состоялась в августе 2011 года на DVD-диске сентябрьского номера журнала Мир фантастики . В дальнейшем сцены фильма ежемесячно публиковались на дисках (с № 9-2011 по № 10-2012) (общий тираж составил около 700000 экземпляров), официальном сайте и youtube-канале журнала «Мир фантастики», официальном сайте и youtube-канале симфо-рок-группы «ESSE», на официальном сайте А. Сапковского, фэнтези портале «Хроники Арды» и на российском сайте RPG — «Ведьмак» (см. ссылки).
15 октября 2011 фильм-мюзикл был представлен на всероссийском фэнтези-фестивале в Москве
Публикация фильма проводилась по одной сцене в номере журнала, и каждая сцена была снабжена анонсным постером. Авторы постеров: Тарас Трушкин, Роман Барсуков, Анастасия Воротникова.
| |  |  |  |  |  |  |
| Постеры к сценам фильма-мюзикла. (слева направо): "Пророчество Итлины", "Ласточка", "Эсси", "Геральт", "Шаэрраведд", "Йеннифэр", "Башня Чайки" |  |  |  |  |  |  |

| |  |  |  |  |  |  |
| Постеры к сценам фильма-мюзикла. (слева направо): "Час презрения"", "Это зря", "Единорог", "Враг", "Башня Ласточки", "Владычица озера", "Освобождение" |  |  |  |  |  |  |

## Интересные факты
Здесь всё своё: и совсем недешёвая аппаратура; и масса микрофонов; и костюмы, сшитые, опять же, на «свои кровные»; и оплата совсем немалой аренды.
- Среди актёров снимавшихся в фильме — только Людмила Дымкова (Йеннифэр) и Михаил Папченков (Лютик) получали специальное актёрское образование, остальные исполнители — участники ростовских ролевых клубов, музыканты, актёры-любители.
- Вячеслав Майер (исполнитель роли Геральта) пришел в группу «ESSE» из ролевого движения.
- Конь Геральта в фильме — личный конь Вячеслава Майера — Флинт.
- Некоторые музыканты группы совмещают игру на музыкальном инструменте и функции актёров — исполнителей:
  - Константин Ильин[44] совмещает функции гитариста и исполнение роли вампира Региса.
  - Мария Осадчая[45] совмещает игру на скрипке и исполнение роли Эсси Давен.
- Для съемок фильма было сшито или арендовано более 50 комплектов костюмов, более 20 единиц оружия, рыцарских доспехов.
- Цирилла в своих странствиях по временам и мирам попадает в том числе и на Голгофу (в композиции «Башня Ласточки»).
- В сцене «Единорог» Цирилла ест яйца ящерицы, на самом деле это перепелиные яйца.

Все сцены падения Дарьи в пустыне сняты без использования приемов зрительного увеличения высоты. Высота обрыва составляла более 5 метров.
- При съемке ночных кадров на природе вместо осветительных приборов использовались автомобильные фары.
- В съемках задействованы животные — лошади, крыса, ящерица, голуби.

### Отличия фильма от книги
- Сюжет основного действия фильма начинается со второй книги цикла «Ведьмак».
- Действие фильма перенесено авторами из вымышленного мира Сапковского в доледниковый период нашего мира[46]
- История Крегеннана из Леда, Лары Доррен аэп Шиаддаль и Эсси Давен в фильме не заканчивается смертью. Их духи — действующие персонажи в течение всего фильма.[2]
- Функции не вошедших в сценарий героев саги возлагаются на существующих персонажей фильма, образы которых имеют «собирательный» характер[2]:
  - Лара Доррен Аэп Шиаддаль — (Лара Доррен, Итлина, Нимуэ).
  - Ярре — (Ярре, Кондвирамурса Тилли, Галахад, народ).
  - Эсси — (Эсси Давен, Трисс Меригольд, Френгилья Виго).
  - Вильгефорц — (Вильгефорц, Эмгыр вар Эмрейс).
  - Йеннифэр — (Йеннифэр, Трисс Меригольд)
  - Воин Нильфгаардец (персонаж Евгения Рудакова) —  (Риенс, Бонарт, Стефан Скеллен и др.)
- В сцене «Башня Чайки» Геральт и Вильгефорц играют в бильярд, эта игра в книге не фигурирует.[2][16]
- В фильме проведена линия игры Вильгефорца с судьбой на магической доске для игры в шахматы. В этой игре каждый герой имеет «свою» фигуру, которая действует на доске вместе и вместо своего реального прототипа, в том числе в этой линии отражены события не показанные в действиях актёров.[2]
- В сцене «Ласточка» королева Калантэ не выбрасывается с балкона замка (как это описано в книге), а принимает бой с Нильфгаардцами, в попытке дать шанс на спасение Цирилле и Ярре.[11]
- В сцене «Час презрения» проведена параллель возможного будущего с реальными событиями происходившими на земле в XX — XXI веках.[17]
- В фильм не вошла сюжетная линия книги связанная с бандой «крыс».
- Не показана сцена гибели Йеннифэр и Геральта.

### «Основные цвета» персонажей
В фильме использован прием персонализированного цвета для каждого из основных персонажей. Эти цвета означают доминирование или присутствие того или иного персонажа в контексте данной сцены, и используются в костюмах и аксессуарах соответствующих персонажей.
- «Цвет» персонажей
  - Геральт — серебряный, белый.
  - Цирилла — оранжевый, желтый.
  - Йеннифэр — фиолетовый.
  - Вильгефорц — красный, черный.
  - Эсси Давен — бирюзовый
  - Крегеннан из Леда и Лара Доррен — белый.

### Киноляпы
- Бойцы «умирают» в течение фильма по нескольку раз.
- В первой сцене Ярре сначала в брюках и обуви, и тут же босой и без брюк.
- В кадр попадают столбы ЛЭП, автомобили, кондиционеры, фотоштатив[2].

### Сюжетные параллели, источники вдохновения
- В качестве источника вдохновения при работе над фильмом Евгений Пронин назвал мюзиклы Георгия Юнгвальд- Хилькевича, Максима Дунаевского и Алана Паркера[48]
- Линия Вильгефорца и шахмат судьбы имеет общие корни с соответствующей линией в «Алисе в стране чудес» Л.Кэролла.

 "Дорога без возврата" — это в первую очередь философия, взгляд на вневременные проблемы общества. Это фильм о ценности свободы и необходимости борьбы за неё, о всепобеждающей любви, противостоянии тирании  и лишь потом - экшн и красочность фэнтези" Евгений Пронин